# اچ‌ام‌اس مالابار (۱۸۶۶)
اچ‌ام‌اس مالابار (۱۸۶۶) (به انگلیسی: HMS Malabar (1866)) یک کشتی بود که طول آن ۳۶۰ فوت (۱۰۹٫۷ متر) بود. این کشتی در سال ۱۸۶۵ ساخته شد.